# Kim Jae-joong
Kim Jaejoong (em coreano: 김재중; nascido em 26 de janeiro de 1986), mais conhecido pelo seu nome em palco, Hero Jaejoong ou Youngwoong Jaejoong (영웅재중), na Coreia do Sul, e Jejung (ジェジュン, Jejun), no Japão. É um cantor, compositor e ator sul-coreano. Ele foi integrante da boyband sul-coreana TVXQ, sendo vocalista guia e, após deixar o grupo, ele se tornou o vocalista principal do JYJ em 2010. Atualmente, atua como cantor solista.

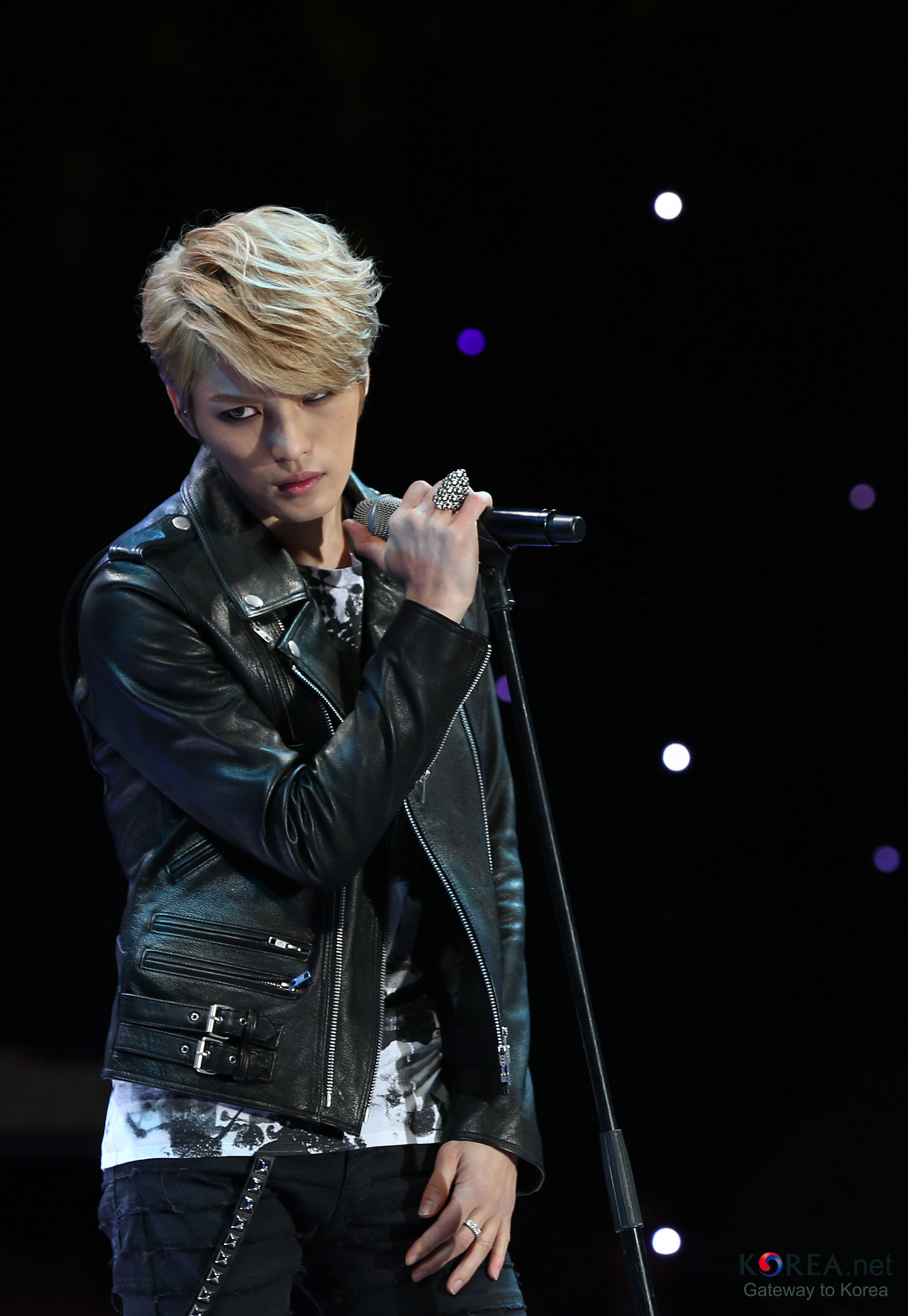
Kim Jae-joong em 2013

## Discografia

### Álbuns de estúdio
- WWW (2013)
- NO.X (2016)
- Flawless Love (2019) (álbum japonês)
- Love Covers (2019) (álbum japonês)
- Love Covers II (2020) (álbum japonês)

### Extended plays (EPs)
- I (2013)
- Y (álbum Repackage) (2013)
- Ayo | Love Song (2020)

### Singles
- Sign/Your Love (2018)
- Defiance/Lavender (2018)
- "Brava! Brava! Brava / Ray of Light" (2020)
- "Breaking Dawn" (2020)

### OSTs
| Ano  | Música                                    | Album                          |
| ---- | ----------------------------------------- | ------------------------------ |
| 2006 | 인사 (Greetings)                          | A Millionaire's First Love OST |
| 2009 | 사랑아(Love)                              | Heaven's Postman OST           |
| 2010 | To You It's Goodbye, To Me It's Waiting   | Sungkyunkwan Scandal OST       |
| 2011 | "지켜줄게" (I'll Protect You)             | Protect the Boss OST           |
| 2012 | 살아도 꿈인 것처럼" (Living Like A Dream) | Dr. Jin OST                    |
| 2012 | Stay                                      | Jackal is Coming OST           |
| 2014 | 싫어도 (But I)                            | Triangle OST                   |
| 2014 | 우연 (Coincidence)                        | Triangle OST                   |
| 2018 | Defiance                                  | Zoids Wild anime OST           |
| 2020 | Ray of Light                              | Runway de Waratte anime OST    |
| 2020 | Even If I Call You                        | Mr. Heart (web drama) OST      |
| 2020 | Breaking Dawn                             | Noblesse anime OST             |
| 2020 | Things We Should Love                     | Private Lives OST              |
| 2021 | We're                                     | On the Road OST                |

## Filmografia

### Séries de televisão
- Banjun Theater (2005)
- Vacation (2006)
- Sunao ni Narenakute (2010)
- Protect the Boss (2011)
- Time Slip Dr. Jin (2012)
- Triangle (2014)
- Spy (2015)
- Manhole (2017)
- Bad Memory Eraser (2022)

### Filmes
- Taegeukgi (2004)
- Heaven Postman (2010)
- Jackal is Coming (2012)
- On The Road - an artist's journey (2021) - documentário

### Vídeos musicais
- "Call Me" (2009)
- "Blossom" (2011)
- "Until the Sun Rises" (2012)
- "Mine" (2013)
- "Just Another Girl" (2013)
- "Love You More" (2016)
- "Sign" (2018)
- "Your Love" (2018)
- "Defiance" (2018)
- "Sweetest Love" (2019)
- "Brava! Brava! Brava" (2020)
- "Breaking Dawn" (2021)

## Prêmios
- 2014 7º Korea Drama Awards: Top Excelência, Ator (Triangle)
- 2012 MBC Drama Awards: Prêmio de Melhor Estreante Masculino (Time Slip Dr. Jin)
- 2011 SBS Drama Awards: Prêmio Nova Estrela (Protect the Boss)
- 14º Nikkan Sports Drama Grand Prix (Primavera 2010): Melhor Ator Coadjuvante (Sunao ni Narenakute)
- 2nd Annual SM Entertainment 'Best Competition': 1 º Lugar de Melhor Aparência